# Tourism Development & Investment Company
Het Tourism Development & Investment Company, afgekort TDIC, is een vastgoedontwikkelaar in bezit van de Abu Dhabi Tourism & Culture Authority, dat onderdeel is van de overheid van het emiraat Abu Dhabi. Het bedrijf werd in april 2006 opgericht en heeft als doel het vastgoedbezit van het emiraat te ontwikkelen om zo meer toerisme en bedrijvigheid te trekken. Het TDIC is bekend van projecten waaronder de ontwikkeling van het eiland Saadiyat, waarop onder andere het Louvre Abu Dhabi, het Guggenheim Museum, het Nationaal Museum Zayed en de New York University Abu Dhabi worden gebouwd. Voor sommige grote projecten heeft het bedrijf joint ventures gesloten. Om de projecten te financieren gaf het bedrijf obligaties ter waarde van vele miljarden dollars uit.

## Projecten
- Abu Dhabi Golf Club
- Eastern Mangroves
- Saadiyat
- Desert Islands
- Sir Bani Yas
- The Westin Abu Dhabi
- Qasr Al Sarab Desert Resort